# Route Verte 4
La Route Verte 4 est un itinéraire cyclable du réseau québécois de la Route Verte. L'axe va de Abercorn à la frontière des États-Unis à Saint-Mathieu-du-Parc, à l'entrée du Parc national de la Mauricie. Elle traverse les villes de Waterloo, Acton Vale, Drummondville, Nicolet et Shawinigan.

## Trajet
- Piste cyclable pavée
- Piste cyclable en poussière de roche
- Bande cyclable ou accotement asphalté
- Chaussée désignée

| Piste                     | Type           | Type | Villes                     | Description                                              |
| ------------------------- | -------------- | ---- | -------------------------- | -------------------------------------------------------- |
| (aucun)                   | mixte          |      | Shawinigan, Trois-Rivières | Donnant accès au Parc National de la Mauricie            |
| (aucun)                   | surtout        | et   | Nicolet, Pierreville       | Zigzaguant à travers la campagne                         |
| Le Circuit des Traditions | mixte, surtout | et   | Drummondville, Wickham     | Traversant la MRC Drummond                               |
| La Campagnarde            |                |      | Acton Vale, Waterloo       | Sur ancienne voie ferrée                                 |
| La Villageoise            |                |      | Bromont                    | Court trajet reliant la route au centre-ville de Bromont |
| (aucun)                   | mixte, surtout |      | Bromont, Sutton            | Suivant surtout la route                                 |